# Marko Novosel
Marko Novosel  (Nova Gradiška, 24. siječnja 1936.) glazbenik i vokalni solist zabavne glazbe.

## Životopis
Najistaknutiji predstavnik belkanta u Hrvatskoj (Jugoslaviji). Osobitu je popularnost uživao u razdoblju 1958-1965, kada je na festivalima lansirao pjesme: "Mornarev cha-cha-cha", "Tri prijatelja", "U nedilju Ane", "Malena", "Zagreb, Zagreb", "Maškare", "Veslaj, veslaj", "Dalmatinke male", "Zbog čega te volim", "Pivan serenadu", "Autobus kalypso" i druge. Za diskografsku tvrtku Jugoton snimio je prepjeve stranih hitova: "Nije li lažan tvoj mir", "Pjesma čežnje", "Buongiorno Giuliana", "Tračak nade", "Ja želim", "Vatreni poljubac", "Banjo boy" i druge. U istom razdoblju, u Beču, za kuću Amadeo, snimio je pjesme: "Blummenfest in Taormina" i "Elena Rosa", u njemačkoj i talijanskoj verziji, a za "Spezial Elite", pjesme: "Arrivederci weiße Taube", "Ich rufe dich", "Hundert Gitaren" i "Funiculi, funicula".  
U jesen 1965. godine, na poziv Hrvatske Bratske Zajednice odlazi u SAD, diljem koje nastupa za hrvatske iseljenike. Nakon pet godina boravka u SAD, vraća se u domovinu, gdje nastavlja svoju pjevačku karijeru nastupajući poglavito na krapinskom festivalu, pjevajući popevke: "Došel bum v Zagorje nazaj", "Mi sme tu navek", "To malo zemlice", "Opet sem tebi se vrnul", "Kipec v obloku", "Ostal bum tu", "Opet sme skupa" i druge. Kao skladatelj je poznat po popevki "Pod starim krovovima" koju je uglazbio na stihove Drage Britvića, a koja je u međuvremenu postala evergreenom. Na festivalu Slavonija pjevao je pjesme: "Dan plavetan kao lan", "Slavonska zemljo", "Zavičaju"... 
Jugoton je objavio i njegova dva LP-a slovenskih narodnih pjesama: "Pojd'mo na Štajersko" i "Ti si urce zamudila", s vokalnim solistima Markom i Ervinom Novosel. Marko Novosel nastupa na televiziji i na koncertima diljem Jugoslavije. U više navrata gostuje u SSSR-u, sa svojom grupom i internacionalnim grupama, kao nositelj programa. Godine 1981. odlazi u Austriju u Beč, gdje nastupa kao pijanist i pjevač u renomiranim hotelima Penta Renaissance, Parkhotel Schönbrunn. Godine 1996. odlikovan je Redom Danice Hrvatske s likom Marka Marulića, za svoje zasluge u kulturi Hrvatske na polju zabavne i narodne glazbe. Kao umirovljenik, 2001. godine, odlazi u Maribor u Sloveniju, gdje i danas živi sa suprugom Ervinom Štelcl Novosel, i dalje se baveći skladanjem, aranžiranjem i snimanjem glazbe. 2011. godine, u povodu 60-e obljetnice javnoga umjetničkoga djelovanja, za izniman doprinos hrvatskoj glazbi, prima priznanje Hrvatske Glazbene Unije. U tom razdoblju Croatia Records objavljuje njegovu "Zlatnu kolekciju" i CD "Za družbu staru" sa zagorskim i slavonskim pjesmama.

## Diskografija
- Tvoje riječi sada vjetar nosi (V. Čaklec - J. Stubičanec - S. Mihaljinec) / Zagreb, moj Zagreb (V. Čaklec - J. Stubičanec - S. Mihaljinec), Izdavač - Jugoton, Zagreb - SY 22022, 1972.
- Gaby Novak & Marko Novosel - Mille mille baci (1000 poljubaca) (Gietz - Kinel - Rijavec), Za povratak tvoj (Vlatković - Živković) / Obećaj mi to (S. Kalogjera - I. Krimov), Maria Christina (N. Segutto - M. Kinel)
- Zavolimo se večeras (G. Mescoli - M. Kinel - S. Mihaljinec), Otkako si otišla (Z. Golob - Z. Golob - N. Kalogjera) / Kad plačeš i kad se smiješ (R. Satti - G. Marchetti - M. Kinel - B. Hohnjec), Kako bih te željela (Russel - V. Korbar - S. Kalogjera), Izdavač: Jugoton - Zagreb, EPY 3491, 1965.
- Zagreb, Zagreb (Alfons Vučer - Justina Sappe) / Moj Zagreb (Branko Mihaljević), Izdavač - Jugoton, Zagreb - SY 1220, 1963.
- Marko Novosel i Anica Zubović - Maškare (Nikica Kalogjera - Igor Krimov) /  xx (xx), Izdavač - Jugoton, Zagreb - SY 1217 Godina izdavanja - 1963.
- Marko Novosel i Gaby Novak - Veslaj (N. Kalogjera - A. Dedić) / xx (xx), Izdavač: Jugoton - Zagreb, SY-1267, 1963.
- Marko Novosel i Zdenka Vučković - Dalmatinke male (I. Bašić - B. Vranicki - F. Pomykalo), xx (xx) / xx (xx), xx (xx), Izdavač: Jugoton - Zagreb EPY-3448, 1963.
- Gabi Novak & Marko Novosel - Maškare (Nikica Kalogjera - Igor Krimov) / Ja ti pivam serenadu (Mario Bogliuni - Igor Krimov), Izdavač - Jugoton, Zagreb - SY 1217, 1962.
- Uz rijeku (Z. Korpar - I. Krimov - N. Kalogjera), To selo malo (Z. Šebetić - M. Renota - N. Kalogjera) / Prodaje se konj (N. Kalogjera - I. Krimov), Pjesma zelenih polja (Z. Šebetić - S. Mladinov - N. Kalogjera), Izdavač - Jugoton, Zagreb - EPY 3219, 1961.
- Sunce života(Tajoli - Novosel), S magarčićem na povratku (Moesser - Renota) / Mjesečar (Špišić - Britvić), Fiesta (Samuels - Witchup - Renota), Izdavač - Jugoton, Zagreb - EPY 3195, 196x.
- Ljubav u Portofinu (Buscaglione - Černjul - Jakovljević),  xx (xx) / xx (xx), Izdavač - PGP RTB, Beograd - EP 50 700, 1961.
- Lola Novaković & Marko Novosel - Ljubav prašta sve (Žarko Roje - M. Rijavec) / (xx), Izdavač - Jugoton, Zagreb - SY 11168, 1961.
- U nedilju, Ane (Opatija '60) (Lj. Kuntarić - B. Chudoba - Z. Černjul) / xx (xx), Izdavač - Jugoton, Zagreb - SY 1257, 1960.
- Marko Novosel i Beti Jurković - Autobus Calypso (Ljubo Kuntarić - Blanka Chudoba - Z. Černjul), xx (xx) / xx (xx), xx (xx), Izdavač - Jugoton, Zagreb - EPY 3035, 1959.